# Entscheidungsstil
Der Entscheidungsstil ist eine Facette des Führungsstil und bezeichnet die Art und Weise, wie Manager in Unternehmen oder Organisationen Entscheidungen treffen. Der Begriff unterliegt wie das gesamte Thema einer Evolution und wird seit der Mitte des 20. Jahrhunderts entwickelt. Anfänglich wurde noch „ein bester Stil“ für alle Entscheidungen gesucht. Das wurde bald differenziert und eine Eventualitäten-Ansatz (kontingenter Ansatz) eingeführt, der verschiedene situative Faktoren prüfte, bevor eine Empfehlung für den Stil ausgesprochen wurde. All diese Modelle basieren auf einer Ansicht, dass Entscheidungen rational nach reiflicher Überlegung getroffen werden.

## Rationale Modelle

### Tannenbaum und Schmidt
siehe Hauptartikel Führungskontinuum
Das Modell nach Robert Tannenbaum und Warren H. Schmidt wurde ursprünglich dazu erstellt, den optimalen Führungsstil zu ermitteln. Nun bedeutet Führen unter anderem auch, Entscheidungen zu treffen. Indirekt beschreiben die Forscher daher den stilistischen Ansatz, ob und in welchem Ausmaß Partizipation der Mitarbeiter erwartet wird. Danach gliedern sich die Stile in sieben Kategorien
- autoritär
- patriarchalisch
- beratend
- konsultativ
- partizipativ
- delegativ
- demokratisch

Die eindimensionale Betrachtung nach Tannenbaum und Schmidt hielt in der Praxis nur wenigen Bedingungen stand. Wenn unter Zeitdruck gearbeitet wird, wenn Entscheidungen sehr hohe Anforderungen an den Entscheider stellen usw. kann der Entscheidungsstil kaum als konstant betrachtet werden.

### Vroom, Yetton und Jago
Victor Harold Vroom, Professor an der Yale University, entwickelte erst mit seinen Kollegen Philip W. Yetton und später mit Arthur G. Jago ein Entscheidungsmodell, dass iterativ über mehrere Stufen den optimalen Entscheidungsstil ermitteln sollte. Das Modell fügte dem bloßen stilistischen Vorgaben von Tannenbaum und Schmidt weitere Kriterien (Kontingenzen) hinzu, die für die Entscheidung wichtig waren:
| Anforderung                                | Kurz- zeichen | Beschreibung |
| ------------------------------------------ | ------------- | --- |
| Qualitätsanforderung                       | QR            | Wie wichtig ist die technische Qualität der Entscheidung?                                                                                                   |
| Selbst-Verpflichtung                       | CR            | Wie wichtig ist die Selbst-Verpflichtung der Untergebenen für die Entscheidung?                                                                             |
| Information des Führers                    | LI            | Hat der Führer ausreichend Informationen, um eine qualitativ hochwertige Entscheidung alleine treffen zu können?                                            |
| Problemstruktur                            | CP            | Handelt es sich um ein gut strukturiertes problem (beispielsweise definiert, klar, organisiert, leicht zu lösen, zeitlich eingegrenzt usw.)?                |
| Wahrscheinlichkeit zur Selbstverpflichtung | CP            | Wenn der Führer die Entscheidung allein trifft, wie hoch wäre dann die Wahrscheinlichkeit, dass sich die Untergebenen zur Lösung auch verpflichtet fühlten? |
| Ziel-Kongruenz                             | GC            | Teilen die Untergebenen die Organisationsziele, die durch die Problemlösung erreicht werden sollen?                                                         |
| Konflikte unter den Untergebenen           | CO            | Kommt es möglicherweise unter den Untergebenen zu Konflikten über die beste Lösung?                                                                         |
| Information der Untergebenen               | SI            | Haben die Untergebenen ausreichend Informationen, um eine qualitativ hochwertige Entscheidung treffen zu können?                                            |

Die Fragen werden in einem Entscheidungsbaum angeordnet und führen so auf eine Reihe von 5 möglichen Vorgehensweisen.
| Antwort | Stil         | Beschreibung |
| ------- | ------------ | --- |
| A1      | Autokratisch | Der Führer löst das Problem mit der ihm verfügbaren Information. |
| A2      | Autokratisch | Der Führer sucht zusätzliche Information von Gruppenmitgliedern und trifft die Entscheidung dann alleine. Mitglieder der Gruppe können informiert sein.                                                 |
| C1      | Partizipativ | Der Führer informiert die Gruppenmitglieder einzeln, fragt um Information und um Bewertung. Die Gruppe tritt nicht als Kollektiv zusammen, und der Führer trifft am Ende die Entscheidung alleine.      |
| C2      | Partizipativ | Der Führer informiert die Gruppe kollektiv, trifft aber die Entscheidung alleine. |
| G2      | Team-Prozess | Der Führer trifft sich mit der Gruppe, um die Situation zu diskutieren. Der Führer leitet und fokussiert die Diskussion, aber unterwirft sie sich nicht. Die Gruppe trifft die endgültige Entscheidung. |

Vroom und Jago untersuchten später das tatsächliche Verhalten von Managern und verglichen es mit ihrem normativen Modell. Es stellte sich heraus, dass Manager Entscheidungen zu rund 40 Prozent so ausführten, wie es das rationale Modell vorschrieb. In einem weiteren Viertel aller Fälle wurde eine Methode verwendet, die zwar die Qualitäts- und Akzeptanzanforderungen hinreichend berücksichtigte, aber nicht mehr die zeitsparendste Variante war. Nur in einem Drittel aller Fälle wurden Entscheidungen in einer Art und Weise getroffen, dass Qualität oder Akzeptanz der Entscheidung in Frage gestellt waren. Obendrein wurde Akzeptanz viel eher geopfert als Qualitätsanforderungen.

## Behavioristische Modelle
Der kanadische Fachmann für Organisation und Management, Henry Mintzberg, untersuchte gemeinsam mit Frances Westley im Gegensatz zu vielen Kollegen Manager direkt. Das heißt, die beiden ließen sich nicht von Managern deren Darstellung erzählen, sondern beobachteten die Manager während ihrer Arbeit. Dabei traten erhebliche Abweichungen zu den Erzählungen der Manager zutage. Insbesondere die Behauptung von Rationalität ließ sich in vielen Fällen nicht mehr aufrechterhalten, da Manager selten die Zeit haben, Entscheidungen hinreichend zu prüfen. Sie entscheiden also häufig intuitiv, erzählten aber eine rational-plausibel klingende Geschichte. Das Entstehen solcher Geschichten und deren Wirkung untersuchte Karl E. Weick in seinen Untersuchungen zum Sensemaking und Enactment.

### Entscheidungstypen nach Mintzberg
Mintzberg unterscheidet drei Typen von Entscheidungsstilen, die in Entscheidungsverfahren oder -prozessen relevant sind:
- Thinking First (Zuerst denken)
- Seeing First (Zuerst sehen) und
- Doing First (Zuerst handeln).

Diese Stile charakterisieren Mintzberg und Westley wie folgt:
| Thinking First                                      | Seeing First                                                                                | Doing First                                                        |
| --------------------------------------------------- | ------------------------------------------------------------------------------------------- | ------------------------------------------------------------------ |
| Wissenschaft (Science)                              | Kunst (Art)                                                                                 | Handwerk (Craft)                                                   |
| Planung und Programmierung                          | Visionen und Visualisierung                                                                 | Wagend und lernend                                                 |
| Das Verbale (Verbal)                                | Das Visuelle (Visual)                                                                       | Der Bauch (Visceral)                                               |
| Fakten                                              | Ideen                                                                                       | Erfahrungen                                                        |
| Funktioniert am besten, wenn die Problem klar sind. | Funktioniert am besten, wenn viele Elemente in kreativen Lösungen kombiniert werden müssen. | Funktioniert am besten, wenn die Situation neu ist und verwirrend. |

#### Thinking First
Unter Thinking First versteht Mintzberg den rationalen Entscheidungsstil, der von Managern am häufigsten angewendet wird und durch einen klar strukturierten Prozess gekennzeichnet ist:
Zuerst wird das Problem definiert (1), dessen Ursachen festgestellt (2), als nächstes Lösungsansätze gesucht (3), um sich schließlich für die beste Alternative zu entscheiden (4).
Dieser Entscheidungstyp, der sich an Fakten orientiert, kann nur unter bestimmten Voraussetzungen zum Erfolg führen:
- die Problemstellung ist klar,
- zuverlässige Daten sind vorhanden,
- die Zusammenhänge sind strukturiert,
- sorgfältige Überlegungen werden angestellt
- und ein disziplinierter Prozess ist gegeben.

Ein typisches Beispiel ist der Produktionsprozess, bei dem für alle Arbeitsgänge und -abläufe genaue Vorgaben der Planung und Programmierung bestehen.
Die Grenzen des rationalen Entscheidungsstils zeigen sich, sobald eine Situation komplexer ist und der Entscheidungsprozess anders verläuft, als anfangs erwartet. Sind etwa für den Bau eines neuen Betriebes Entscheidungen zu treffen, so wird der Entscheidungsprozess häufig von neuen Ereignissen oder Lösungsalternativen unterbrochen und beeinflusst. Zu beachten ist, dass eine endgültige Lösung auch ohne längere Analyse gefunden werden kann, indem sie durch eine plötzliche Erkenntnis auftaucht und sofort angenommen wird.
Deshalb empfiehlt Mintzberg Managern neben dem „Thinking First“ noch zwei weitere Formen des Entscheidungsstils anzuwenden.

#### Seeing First
Der intuitive Entscheidungsstil Seeing First basiert auf Ideen, die durch kreatives Entdecken entstehen.
Als der britische Mediziner Fleming den Schimmelpilz sah, der eine keimtötende Wirkung hatte, führte diese Erkenntnis später zum Antibiotikum Penicillin.
Dasselbe gilt auch für die strategische Vision. Eine Vision erfordert den Mut, etwas zu sehen, was andere nicht sehen, das heißt das Vertrauen und die Erfahrung zu haben, den Einfall richtig zu deuten und umzusetzen.
Der Prozess des kreativen Entdeckens lässt sich in vier Stufen aufteilen.
Die Vorbereitungszeit, in der Wissen gesammelt wird, wird von der Phase der Inkubation abgelöst, in der unbewusst über das Problem nachgedacht wird. Zur Erkenntnis kann man dabei ganz unerwartet gelangen. Die Lösung logisch zu argumentierten und zu beweisen bereitet jedoch größere Schwierigkeiten.
Der intuitive Entscheidungsstil ist dann effektiv, wenn
- viele Elemente zu kreativen Lösungen kombiniert werden sollen
- sowie Verbundenheit und Kommunikation,
- insbesondere über die Abteilungen hinaus, gefördert werden.

Anwendung findet dieser Entscheidungstyp häufig in der Produktentwicklung.

#### Doing First
Der Entscheidungstyp Doing First ist hingegen handlungsorientiert, weil er dem Learning-by-doing-Prinzip folgt.
Manager sind demnach erfolgreich, wenn sie Erfahrungen sammeln, verschiedene Maßnahmen ausprobieren und nur die besten beibehalten. „We don´t just think in order to act, we act in order to think“ (Mintzberg S. 91). Wir denken nicht nur, um zu handeln, sondern handeln auch, um zu denken.
Um eine neue Strategie festzulegen, bedarf es einiger Versuche, während eine formalisierte Strategiebildung durch den rationalen Entscheidungsstil die Lernbereitschaft behindern würde.
Am besten lässt sich „Doing First“ anwenden:
- in einer neuartigen, komplexen Situation
- in der keine komplizierten Regeln bestehen,
- sondern durch einfache Beziehungen zwischen den Beteiligten
- Bewegung und aktives Handeln gefördert wird.

Als Beispiel sind Unternehmen zu nennen, die mit veränderten Technologien konfrontiert sind.

#### Fazit
Manchmal widersetzen sich Entscheidungen der reinen stufenweisen Logik. Um effektiv zu sein, sollten Unternehmen auch die intuitiven oder die handlungsorientierten Formen des Entscheidungsstils berücksichtigen. Wenn Manager einen Mix aus allen drei Sichtweisen anwenden, können sie die Qualität ihrer Entscheidungen erheblich verbessern.

## Weitere Entscheidungstypen
In der Literatur sind weitere Entscheidungsstile beschrieben, die sehr oft Ähnlichkeiten mit dem rationalen Entscheidungsstil Mintzbergs aufweisen.
Die Situation wird demnach genau analysiert, um Lösungen zu finden und zu bewerten. Als Nächstes wird die beste Lösungsalternative ausgewählt und durch eine Handlung umgesetzt. Die anschließende Bewertung soll zeigen, ob das Problem effektiv gelöst wurde.